# 葛井美鳥
葛井 美鳥（ふじい みとり、2月20日 - ）は、日本の漫画家。大阪府出身、福岡県在住。

## 来歴
海王社のボーイズラブを中心に、数々の漫画作品を発表。シリーズ展開するものが多く、またそれぞれの作品、シリーズは、場合によっては出版社をまたいで関連していることがある。「Erebus」という名前で同人誌活動もしており、過去はアニメ同人誌が中心であった。ボーイズラブのイラスト、挿絵も担当している。
2018年11月23日から2019年1月27日まで、福田素子がきっかけとなって企画された猫を表現した企画展「福つなぎ ねこ展」が大分県のオープンアトリエ・もとちゃんにて開催され、葛井も参加。

## 作品リスト

### 漫画

#### 「葛井美鳥」名義
- 夢想人形（新書館『ディアプラス』掲載、同社より刊）
- 大キライ!（オークラ出版『アイス』ほか掲載、同社より刊（併録「EMERGENCY」、桜桃書房『JAKOW』掲載））
- 猫じゃないけど（桜桃書房『GUST』掲載、同社より刊（併録「アンバランス・バランス」「恋愛不完全症候群」、桜桃書房『GENEROUS KISS』掲載/併録「人でなしの恋」、桜桃書房『GUST maniaa』掲載））
- 失恋マニアシリーズ（海王社『GUSH』掲載、同社より刊）
  - 失恋マニア
  - 純愛アレルギー
  - 熱愛コンプレックス
  - 溺愛エゴイズム
  - 渇愛カタルシス
  - 最愛アンビバレント
  - 蜜月メランコリィ
  - 遠恋ディアレスト
  - 求愛シンドローム
  - 相愛アイデンティティ
- オリジナル・ラブ（笠倉出版社『ＸＸ』掲載（併録「気が気じゃない」、オークラ出版『CAN・D』掲載））
- 王子様をつかまえろ!（オークラ出版『小説アイス』掲載（併録「シスターコンプレックス」、笠倉出版社『Baby-X』掲載））
- ショットガン・マリッジ（海王社『GUSH』掲載、同社より刊）
- Cat & dogs!（海王社『GUSH』掲載、同社より刊）
- 月天堂顛末記（海王社『GUSH』掲載、同社より刊）
- 四号×警備シリーズ（海王社『GUSH』掲載、同社より刊）
  - 四号×警備 シングルマインド
  - 四号×警備 セカンドウィンド
  - 四号×警備 サードパーティ
  - 四号×警備 フォーカード
  - 四号×警備 ファイブミニッツ
  - 四号×警備 シックスシグマ
  - 四号×警備 セブンス・ヘブン―
  - 四号×警備 エイト・ノット―
  - 四号×警備 ナイン・ライブズ―
  - 四号×警備 テン・ゴング
  - 四号×警備 ゼロ・アワー（「Cat＆Dogs」と「月天堂顛末記」の再録）
- 王子様カタログ（「王子様をつかまえろ!」・「猫じゃないけど シリーズ」の再録、双葉社刊）
- ラブシリーズ（芳文社『花音』掲載、同社より刊）
  - アフターモーニング・ラブ
  - ビフォアデイライト・ラブ
  - クロスオーバー・ラブ
  - アンコントロール・ラブ
  - アンコンディショナル・ラブ
- レンタル・ラヴァー（オークラ出版『コミックアクア』掲載、双葉社刊）
- アンドロイドシリーズ（秋水社『花恋』掲載、日本文芸社（秋水社の編集受託先）刊・ナンバーナインより電子書籍刊）
  - ラストマスター
  - ファーストマスター
- いつか王子様を（芳文社『花音』掲載、同社より刊）
  - いつか王子様を
  - いつか王子様も?
- トップ2の恋愛事情（芳文社『花音』掲載、同社より刊）
  - トップ2の恋愛事情
  - トップ2の交際進捗
- かわいそうな男（ナンバーナインより電子書籍刊）
  - かわいそうな男（コアマガジン『drap』掲載）
  - かわいそうな猫 1～2（同人誌掲載）
- 忘れられない男（コアマガジン『drap』掲載、同社より刊）
- ねこ活男子！～保護猫と暮らしたいだけなのに～（ホーム社『ねこねこ横丁』掲載、未単行本化）
- 執筆中につき後宮ではお静かに 愛書妃の朱国宮廷抄（原作：田井ノエル、『COMIC BRIDGE』[2]掲載、既刊1巻） - コミカライズ[2]

#### 「ふじい碧」名義
- 溺甘スイートルーム（スターツ出版『comic Berry's』電子掲載[3]、同社より電子書籍刊）
- あなたの幸せが許せない（アムコミ『女の子のヒミツ』電子掲載、未単行本化（分冊電子書籍はあり））

### 挿絵
「葛井美鳥」名義
- 亨&睦月シリーズ（著：高坂結城、オークラ出版『アイスノベルズ』刊）
  - ワイルド・シング
  - ウィズアウト・ユー
- ひとつちがいのLOVESICK（著：池戸裕子、オークラ出版『アイスノベルズ』刊）
- 言霊使い(スペル・マスター) 上巻・下巻（著：流星香、小学館『キャンバス文庫』刊）
- ないしょの関係（著：らんどう涼、リーフ出版『リーフノベルズ』刊）
- 春休み（著：速川ほなみ、リーフ出版『リーフノベルズ』刊）
- 恋の儀式は真夜中に（著：バーバラ片桐、プランタン出版『ラピス文庫』刊）
- 勝手にしやがれ（著：高坂結城、オークラ出版『アイスノベルズ』刊）
- 何度もきみに恋をする（著：森本あき、リーフ出版『リーフノベルズ』刊）
- 運命は君しだい（著：速川ほなみ、リーフ出版『リーフノベルズ』刊）
- 二人でキスをしよう（著：高尾理一、オークラ出版『アイスノベルズ』刊）
- ぱわふるデザート（著：藤村裕香、プランタン出版『ラピス文庫』刊）
- ひーいずまいですてぃにー（著：五月緑子、オークラ出版『アイスノベルズ』刊）
- 8年目のスキャンダル（著：滝宮しのぶ、オークラ出版『HONEYアイスノベルズ』刊）
- どこまでも好きにさせて（著：祥司もと子、角川書店『角川ルビー文庫』刊）
- ご褒美はレースのあとで（著：高尾理一、角川書店『角川ルビー文庫』刊）
- 微熱のエゴイスト（著：飛田もえ、茜新社『オヴィスノベルズ』刊）
- キスをするのも、されるのも（著：麻生玲子、オークラ出版『アイス文庫』刊）
- 眠り姫に熱いキス（著：睦月りな、オークラ出版『アイスノベルズ』刊）
- 先生は悪魔のとりこ（著：小鳥遊てつみ、オークラ出版『アイスノベルズ』刊）
- キスの代償（著：宇宮有芽、茜新社『オヴィスノベルズ』刊）
- 命令を待ってる（著：火崎勇、ワンツーマガジン社『アルルノベルス』刊）
- この手の中に堕ちてこい（著：牧山とも、茜新社『オヴィスノベルズ』刊）
- 主治医は甘く囁く（著：上蒼都芭、白泉社『花丸文庫』刊）
- 愛執は蜜のように（著：結城一美、プランタン出版『f-ラピス文庫』刊）
- 砂漠の月は青く燃ゆシリーズ（著：水瀬結月、イースト・プレス『アズ・ノベルズ』刊）
  - 砂漠の月は青く燃ゆ
  - 砂漠の月は青く匂ゆ
- 艶麗ナース 秘事中（著：バーバラ片桐、プランタン出版『ラピスmore』刊）